# Alyssum strigosum
Alyssum strigosum là một loài thực vật có hoa trong họ Cải. Loài này được Banks & Sol. mô tả khoa học đầu tiên năm 1794.